# Dinamarca na Copa do Mundo FIFA de 2010
A Seleção Dinamarquesa de Futebol participou pela quarta vez da Copa do Mundo FIFA. A equipe havia sido sorteada no grupo 1 das eliminatórias europeias para a Copa do Mundo FIFA de 2010, onde enfrentou as seleções de Portugal, Suécia, Hungria, Albânia e Malta, classificando-se em primeiro lugar, com 60% de aproveitamento.
Ficou no grupo E, vindo a confrontar os Países Baixos, o Japão e Camarões. Fez uma primeira fase razoavelmente ruim, tendo sido derrotada pelos Países Baixos no primeiro jogo (2 x 0), ganho de Camarões na segunda partida (2 x 1) e perdido para o Japão (3 x 1). No final, acumulou apenas 3 pontos provenientes da vitória sobre Camarões de virada na sua segunda partida, mas não conseguiu se classificar para a segunda fase da competição.
Dentre alguns jogadores que se destacaram dentre os seus companheiros, pode-se destacar Daniel Agger, Daniel Jensen, Christian Poulsen, Dennis Rommedahl, Nicklas Bendtner e o capitão Jon Dahl Tomasson.

## Eliminatórias
As cinquenta e três seleções nacionais filiadas à UEFA foram divididas em nove grupos; a seleção da Dinamarca foi sorteada no grupo 1, onde disputaria uma vaga com Portugal, Suécia, Hungria, Albânia e Malta. Se classificou em primeiro no seu grupo, vencendo 6 das 10 partidas que disputou, empatando 3 vezes e sendo derrotada em apenas 1 jogo.

### Tabela de Classificação
| Equipe    | Pts. | J  | V | E | D | GP | GC | SG  |
| --------- | ---- | -- | - | - | - | -- | -- | --- |
| Dinamarca | 21   | 10 | 6 | 3 | 1 | 16 | 5  | +11 |
| Portugal  | 19   | 10 | 5 | 4 | 1 | 17 | 5  | +12 |
| Suécia    | 18   | 10 | 5 | 3 | 2 | 13 | 5  | +8  |
| Hungria   | 16   | 10 | 5 | 1 | 4 | 10 | 8  | +2  |
| Albânia   | 7    | 10 | 1 | 4 | 5 | 6  | 13 | -7  |
| Malta     | 1    | 10 | 0 | 1 | 9 | 0  | 26 | -26 |

| L\V       | Portugal | Suécia | Dinamarca | Hungria | Albânia | Malta |
| Portugal  |          | 0:0    | 2:3       | 3:0     | 0:0     | 4:0   |
| Suécia    | 0:0      |        | 0:1       | 2:1     | 4:1     | 4:0   |
| Dinamarca | 1:1      | 1:0    |           | 0:1     | 3:0     | 3:0   |
| Hungria   | 0:1      | 1:2    | 0:0       |         | 2:0     | 3:0   |
| Albânia   | 1:2      | 0:0    | 1:1       | 0:1     |         | 3:0   |
| Malta     | 0:4      | 0:1    | 0:3       | 0:1     | 0:0     |       |

## Escalação
| Número / Nome  | Número / Nome       | Clube               | Jogos (gols)1 | Data Nasc.                        | J        | Gols     | Penalizado com cartão amarelo | Expulso  |
| Goleiros       | Goleiros            | Goleiros            | Goleiros      | Goleiros                          | Goleiros | Goleiros | Goleiros                      | Goleiros |
| -------------- | ------------------- | ------------------- | ------------- | --------------------------------- | -------- | -------- | ----------------------------- | -------- |
| 1              | Thomas Sørensen     | Stoke City FC       | 90 (0)        | 12 de junho de 1976 (48 anos)     | 3        | 0        | 1                             | 0        |
| 16             | Stephan Andersen    | Brøndby IF          | 7 (0)         | 26 de novembro de 1981 (43 anos)  | 0        | 0        | 0                             | 0        |
| 22             | Jesper Christiansen | FC Copenhague       | 11 (0)        | 24 de abril de 1978 (46 anos)     | 0        | 0        | 0                             | 0        |
| Defensores     |                     |                     |               |                                   |          |          |                               |          |
| 3              | Simon Kjær          | VfL Wolfsburg       | 11 (0)        | 26 de março de 1989 (35 anos)     | 2        | 0        | 2                             | 0        |
| 4              | Daniel Agger        | Liverpool FC        | 35 (3)        | 12 de dezembro de 1984 (40 anos)  | 3        | 0        | 0                             | 0        |
| 5              | William Kvist       | FC Copenhague       | 14 (0)        | 24 de fevereiro de 1985 (40 anos) | 0        | 0        | 0                             | 0        |
| 6              | Lars Jacobsen       | Blackburn Rovers FC | 35 (0)        | 20 de setembro de 1979 (45 anos)  | 3        | 0        | 0                             | 0        |
| 13             | Per Krøldrup        | ACF Fiorentina      | 31 (0)        | 31 de julho de 1979 (45 anos)     | 1        | 0        | 1                             | 0        |
| 15             | Simon Poulsen       | AZ Alkmaar          | 8 (0)         | 7 de outubro de 1984 (40 anos)    | 3        | 0        | 0                             | 0        |
| 23             | Patrick Mtiliga     | Málaga CF           | 4 (0)         | 28 de janeiro de 1981 (44 anos)   | 0        | 0        | 0                             | 0        |
| Meio-campistas |                     |                     |               |                                   |          |          |                               |          |
| 2              | Christian Poulsen   | Juventus FC         | 77 (6)        | 28 de fevereiro de 1980 (45 anos) | 3        | 0        | 1                             | 0        |
| 7              | Daniel Jensen       | SV Werder Bremen    | 50 (3)        | 25 de junho de 1979 (45 anos)     | 1        | 0        | 0                             | 0        |
| 8              | Jesper Grønkjær     | FC Copenhague       | 80 (5)        | 12 de agosto de 1977 (47 anos)    | 2        | 0        | 0                             | 0        |
| 10             | Jesper Grønkjær     | AGF Aarhus          | 99 (12)       | 6 de outubro de 1975 (49 anos)    | 3        | 0        | 0                             | 0        |
| 12             | Thomas Kahlenberg   | VfL Wolfsburg       | 34 (3)        | 20 de março de 1983 (41 anos)     | 3        | 0        | 0                             | 0        |
| 14             | Jakob Poulsen       | AGF Aarhus          | 15 (1)        | 7 de julho de 1983 (41 anos)      | 2        | 0        | 0                             | 0        |
| 19             | Dennis Rommedahl    | Olympiakos CFP      | 99 (17)       | 22 de julho de 1978 (46 anos)     | 3        | 1        | 0                             | 0        |
| 20             | Thomas Enevoldsen   | FC Groningen        | 7 (1)         | 27 de julho de 1987 (37 anos)     | 1        | 0        | 0                             | 0        |
| 21             | Christian Eriksen   | AFC Ajax            | 5 (0)         | 14 de fevereiro de 1992 (33 anos) | 2        | 0        | 0                             | 0        |
| Atacantes      |                     |                     |               |                                   |          |          |                               |          |
| 9              | Jon Dahl Tomasson   | Feyenoord           | 112 (52)      | 29 de agosto de 1976 (48 anos)    | 2        | 1        |                               | 0        |
| 11             | Nicklas Bendtner    | Arsenal FC          | 35 (12)       | 16 de janeiro de 1988 (37 anos)   | 3        | 1        | 1                             | 0        |
| 17             | Mikkel Beckmann     | Randers FC          | 6 (0)         | 24 de outubro de 1983 (41 anos)   | 1        | 0        | 0                             | 0        |
| 18             | Søren Larsen        | MSV Duisburg        | 20 (11)       | 6 de setembro de 1981 (43 anos)   | 1        | 0        | 0                             | 0        |
| Treinador      |                     |                     |               |                                   |          |          |                               |          |
|                | Morten Olsen        |                     |               | 14 de agosto de 1949 (75 anos)    |          |          |                               |          |

Nota:
- 1 O número de jogos e gols se referem aos jogos pela seleção até 24 de junho de 2010.

## Primeira fase
| Pos | Equipe        | Pts | J | V | E | D | GP | GC | SG | Classificado      |
| --- | ------------- | --- | - | - | - | - | -- | -- | -- | ----------------- |
| 1   | Países Baixos | 9   | 3 | 3 | 0 | 0 | 5  | 1  | +4 | Fase eliminatória |
| 2   | Japão         | 6   | 3 | 2 | 0 | 1 | 4  | 2  | +2 | Fase eliminatória |
| 3   | Dinamarca     | 3   | 3 | 1 | 0 | 2 | 3  | 6  | −3 | Eliminado         |
| 4   | Camarões      | 0   | 3 | 0 | 0 | 3 | 2  | 5  | −3 | Eliminado         |

### Países Baixos – Dinamarca
| 14 de junho | Países Baixos               | 2 – 0     | Dinamarca | Soccer City, Joanesburgo                     |
| 13:30       | Agger 46' (g.c.) · Kuyt 85' | Relatório |           | Público: 83 465 Árbitro: FRA Stéphane Lannoy |

| Holanda | Dinamarca |

| G                | 1  | Maarten Stekelenburg |     |     |
| LD               | 2  | Gregory van der Wiel |     |     |
| Z                | 3  | John Heitinga        |     |     |
| Z                | 4  | Joris Mathijsen      |     |     |
| LE               | 5  | G. van Bronckhorst   |     |     |
| V                | 6  | Mark van Bommel      |     |     |
| V                | 8  | Nigel de Jong        | 44' | 88' |
| M                | 10 | Wesley Sneijder      |     |     |
| M                | 23 | Rafael van der Vaart |     | 67' |
| A                | 7  | Dirk Kuyt            |     |     |
| A                | 9  | Robin van Persie     | 49' | 77' |
| Substituições:   |    |                      |     |     |
| M                | 14 | Demy de Zeeuw        |     | 88' |
| M                | 20 | Ibrahim Afellay      |     | 77' |
| A                | 17 | Eljero Elia          |     | 67' |
| Treinador        |    |                      |     |     |
| Bert van Marwijk |    |                      |     |     |

| G              | 1  | Thomas Sørensen   |     |     |
| LD             | 6  | Lars Jacobsen     |     |     |
| Z              | 3  | Simon Kjær        | 63' |     |
| Z              | 4  | Daniel Agger      |     |     |
| LE             | 15 | Simon Poulsen     |     |     |
| V              | 2  | Christian Poulsen |     |     |
| V              | 20 | Thomas Enevoldsen |     | 56' |
| M              | 10 | Martin Jørgensen  |     |     |
| M              | 12 | Thomas Kahlenberg |     | 73' |
| M              | 19 | Dennis Rommedahl  |     |     |
| A              | 11 | Nicklas Bendtner  |     | 62' |
| Substituições: |    |                   |     |     |
| M              | 8  | Jesper Grønkjær   |     | 56' |
| M              | 21 | Christian Eriksen |     | 73' |
| A              | 17 | Mikkel Beckmann   |     | 62' |
| Treinador:     |    |                   |     |     |
| Morten Olsen   |    |                   |     |     |

Homem da partida
- Wesley Sneijder

### Camarões – Dinamarca
| 19 de junho | Camarões  | 1 – 2     | Dinamarca                    | Loftus Versfeld Stadium, Pretória            |
| 20:30       | Eto'o 10' | Relatório | Bendtner 33' · Rommedahl 61' | Público: 38 074 Árbitro: URU Jorge Larrionda |

| Camarões | Dinamarca |

| G              | 16 | Souleymanou Hamidou |     |     |
| LD             | 19 | Stéphane Mbia       | 75' |     |
| Z              | 3  | Nicolas N'Koulou    |     |     |
| Z              | 5  | Sébastien Bassong   | 49' | 72' |
| LE             | 2  | Benoît Assou-Ekotto |     |     |
| V              | 8  | Geremi              |     |     |
| V              | 18 | Eyong Enoh          |     | 46' |
| M              | 6  | Alexandre Song      |     |     |
| M              | 10 | Achille Emana       |     |     |
| A              | 15 | Pierre Webó         |     | 78' |
| A              | 9  | Samuel Eto'o        |     |     |
| Substituições: |    |                     |     |     |
| M              | 11 | Jean Makoun         |     | 46' |
| A              | 17 | Mohammadou Idrissou |     | 72' |
| A              | 23 | Vincent Aboubakar   |     | 78' |
| Treinador:     |    |                     |     |     |
| Paul Le Guen   |    |                     |     |     |

| G              | 1  | Thomas Sørensen   | 86' |     |
| LD             | 6  | Lars Jacobsen     |     |     |
| Z              | 3  | Simon Kjær        | 87' |     |
| Z              | 4  | Daniel Agger      |     |     |
| LE             | 15 | Simon Poulsen     |     |     |
| V              | 2  | Christian Poulsen |     |     |
| M              | 8  | Jesper Grønkjær   |     | 67' |
| M              | 10 | Martin Jørgensen  |     | 46' |
| M              | 19 | Dennis Rommedahl  |     |     |
| M              | 9  | Jon Dahl Tomasson |     | 86' |
| A              | 11 | Nicklas Bendtner  |     |     |
| Substituições: |    |                   |     |     |
| M              | 7  | Daniel Jensen     |     | 46' |
| M              | 12 | Thomas Kahlenberg |     | 67' |
| M              | 14 | Jakob Poulsen     |     | 86' |
| Treinador:     |    |                   |     |     |
| Morten Olsen   |    |                   |     |     |

Homem da partida
- Daniel Agger

### Dinamarca – Japão
| 24 de junho | Dinamarca    | 1 – 3     | Japão                              | Royal Bafokeng Stadium, Rustenburgo       |
| 20:30       | Tomasson 81' | Relatório | Honda 17' · Endō 30' · Okazaki 87' | Público: 27 967 Árbitro: RSA Jerome Damon |

| Dinamarca | Japão |

| G              | 1  | Thomas Sørensen   |     |     |
| LD             | 6  | Lars Jacobsen     |     |     |
| Z              | 4  | Daniel Agger      |     |     |
| Z              | 13 | Per Krøldrup      | 29' | 56' |
| LE             | 15 | Simon Poulsen     |     |     |
| V              | 2  | Christian Poulsen | 48' |     |
| M              | 10 | Martin Jørgensen  |     | 34' |
| M              | 12 | Thomas Kahlenberg |     | 63' |
| M              | 19 | Dennis Rommedahl  |     |     |
| A              | 9  | Jon Dahl Tomasson |     |     |
| A              | 11 | Nicklas Bendtner  | 66' |     |
| Substituições: |    |                   |     |     |
| M              | 14 | Jakob Poulsen     |     | 34' |
| M              | 21 | Christian Eriksen |     | 63' |
| A              | 18 | Søren Larsen      |     | 56' |
| Treinador:     |    |                   |     |     |
| Morten Olsen   |    |                   |     |     |

| G              | 21 | Eiji Kawashima  |     |       |
| LD             | 3  | Yūichi Komano   |     |       |
| Z              | 22 | Yuji Nakazawa   |     |       |
| Z              | 4  | Tulio Tanaka    |     |       |
| LE             | 5  | Yuto Nagatomo   | 26' |       |
| V              | 2  | Yuki Abe        |     |       |
| V              | 7  | Yasuhito Endō   | 12' | 90+1' |
| V              | 17 | Makoto Hasebe   |     |       |
| M              | 8  | Daisuke Matsui  |     | 74'   |
| M              | 16 | Yoshito Ōkubo   |     | 88'   |
| A              | 18 | Keisuke Honda   |     |       |
| Substituições: |    |                 |     |       |
| V              | 15 | Yasuyuki Konno  |     | 88'   |
| V              | 20 | Junichi Inamoto |     | 90+1' |
| A              | 9  | Shinji Okazaki  |     | 74'   |
| Treinador:     |    |                 |     |       |
| Takeshi Okada  |    |                 |     |       |

Homem da partida
- Keisuke Honda